# Agamé
Agamé är en ort i Benin. Den ligger i den södra delen av landet, 100 kilometer väster om huvudstaden Porto-Novo. Agamé ligger 64 meter över havet och antalet invånare är 11 465.
Terrängen runt Agamé är platt. Runt Agamé är det ganska tätbefolkat, med 222 invånare per kvadratkilometer.. Närmaste större samhälle är Dogbo, 10,2 kilometer norr om Agamé.
Omgivningarna runt Agamé är en mosaik av jordbruksmark och naturlig växtlighet.